# Vossische Zeitung

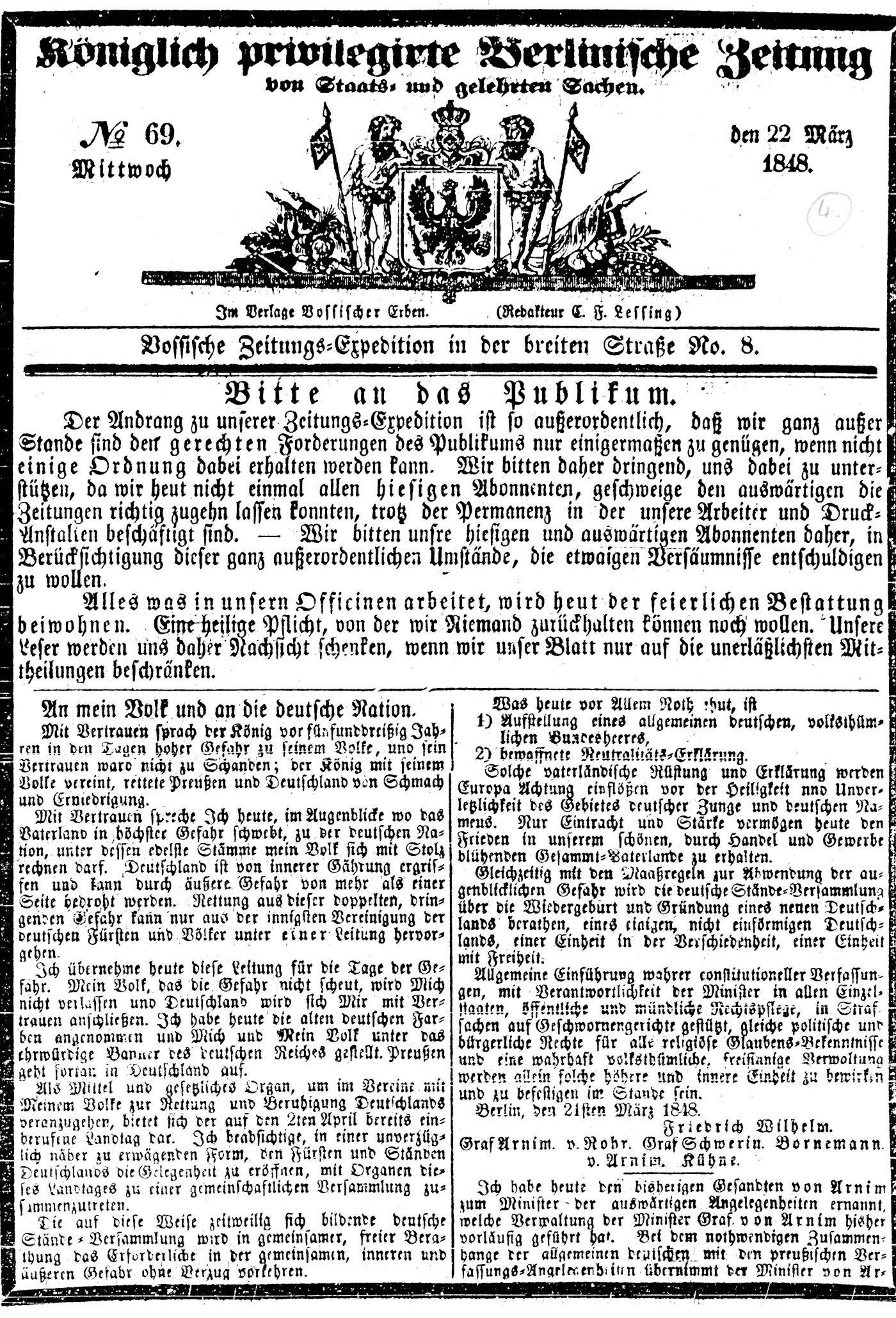
Voorpagina 22 maart 1848

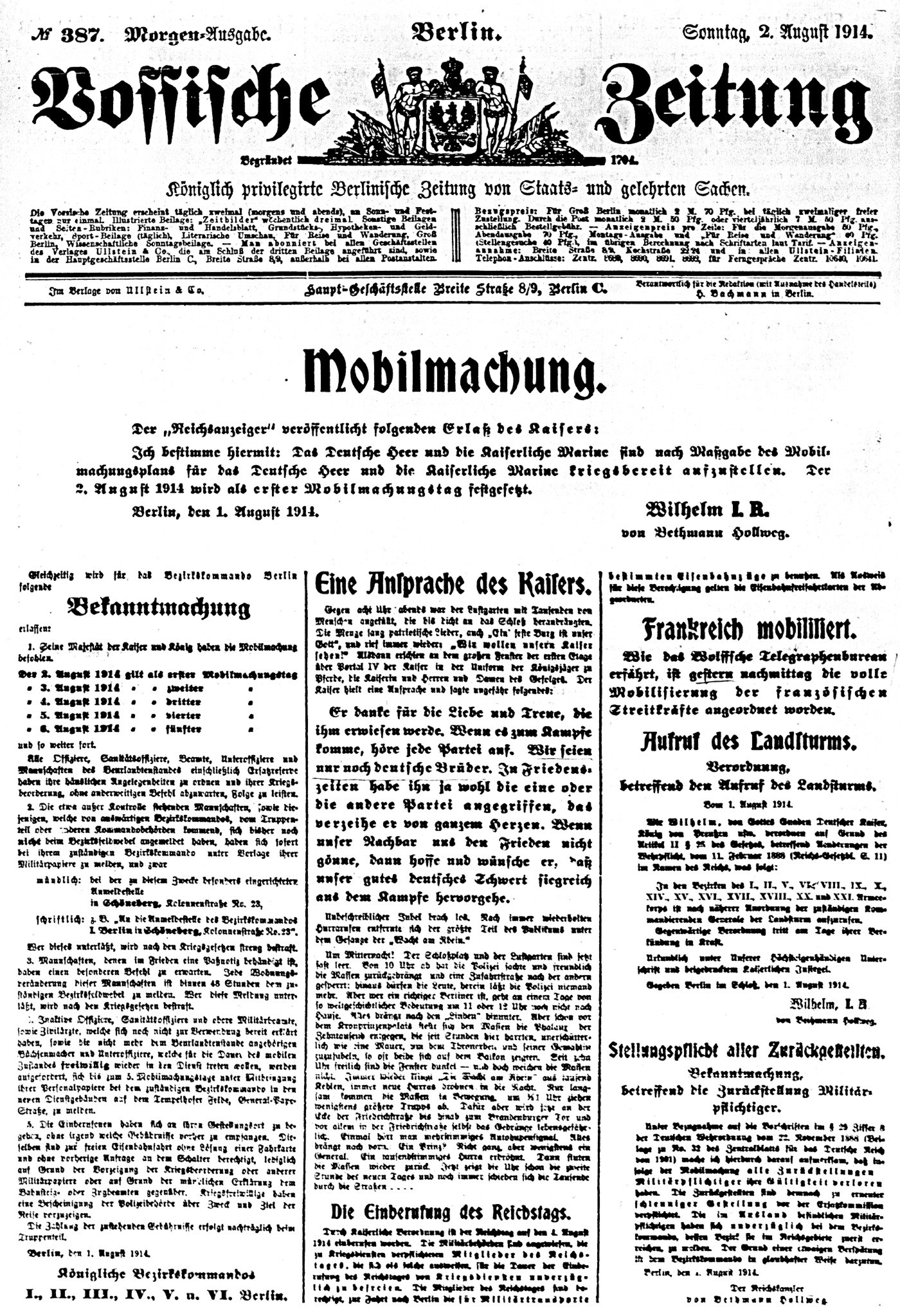
Voorpagina 2 augustus 1914

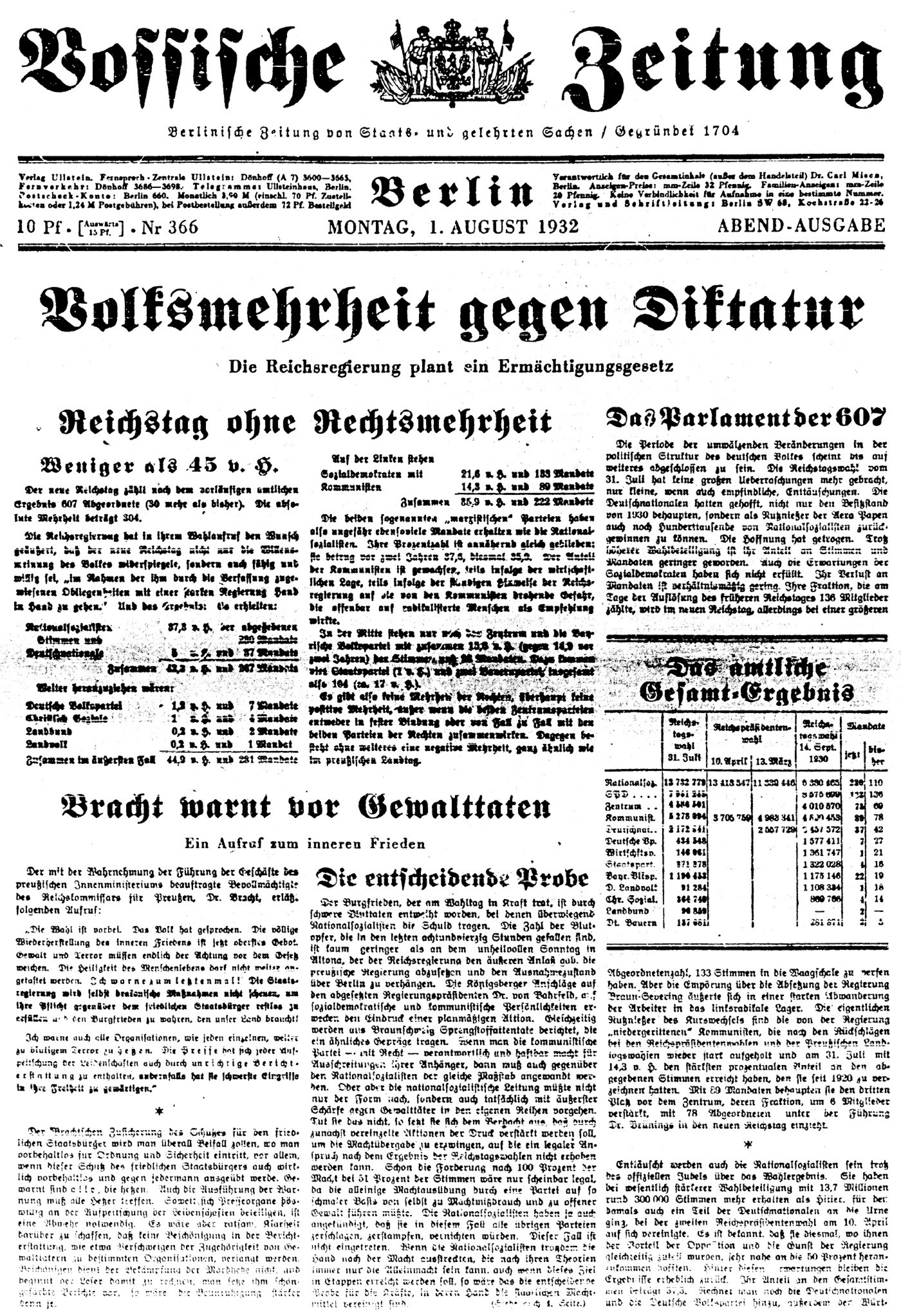
Voorpagina 1 augustus 1932

De Vossische Zeitung was een Berlijnse krant met een internationale uitstraling. In 1934 moest de krant, die de standpunten van de liberale burgerij verkondigde, ophouden te verschijnen. Onder de Berlijnse pers nam zij een bijzondere positie in: ze was – via haar directe voorgangers – de oudste krant van de stad.

## Geschiedenis
Verschillende wijzigingen van eigenaar hebben ervoor gezorgd dat het niet geheel eenduidig is wat de "geboortedatum" van de Vossische Zeitung is. In 1751 werd voor het eerst de naam Voß aan de krant verbonden. Verschillende bronnen noemen 1721, terwijl de krant zelf haar 200-jarig bestaan vierde in 1904 en dit jaar uiteindelijk ook vermeldde op haar voorpagina. De traditie van de krant gaat (bijna) ononderbroken terug tot 1617, toen Christoff Frischmann voor het eerst een krant uitgaf in Berlijn.

### De eerste kranten in Berlijn
Nadat in de zestiende eeuw geregelde postdiensten tot stand waren gekomen, verspreidden postrijders schriftelijke en mondelinge berichten uit verafgelegen plaatsen. Zij leverden deze af bij de postmeesters. In Cölln bij Berlijn was dit de keurvorstelijk-Brandenburgse post- en bodenmeester Christoff Frischmann. Hij verzamelde de nieuwtjes die bij hem binnenkwamen en deelde per zaak handgeschreven kopieën uit aan het keurvorstelijk hof, aan belangstellende geleerden en welgestelde burgers. Uiteindelijk werd deze nieuwsgaring systematisch opgezet en kreeg Frischmann de opdracht om in het gehele Heilige Roomse Rijk contacten te onderhouden en in alle belangrijke plaatsen het nieuws te verzamelen. Hij bundelde dit in gedrukte kranten. Het oudste bewaard gebleven exemplaar is nummer 36 met nieuws uit de periode van 16 augustus tot 5 september 1617. De krant verscheen, hoewel soms onregelmatig, wekelijks, telde steeds 8 pagina's klein octavo en werd na lezing meestal aan de volgende lezer doorgegeven.
Christoff Frischmann en zijn broer Veit gaven aan hun krant eerst de naam Avise en daarna Berliner Botenmeister Zeitung. De exemplaren uit 1618 bevatten reeds geregeld correspondentie uit Amsterdam, Den Haag, Keulen, Rome, Venetië, Praag en Wenen. Censoren grepen geregeld in de berichtgeving in, vooral omdat de krant tijdens de Dertigjarige Oorlog partij koos voor de protestanten. De keurvorst van Brandenburg nam deze maatregelen op aansporen van het katholieke keizerlijke hof in Wenen. Het blad kon daardoor tijdelijk niet verschijnen. Murw geworden door de voortdurende zorg over het voortbestaan van zijn krant droeg Veit Frischmann zijn licentie over aan zijn drukker Christoph Runge. Deze hernoemde in 1658 het blad tot Berliner einkommende Ordinar- und Postzeitungen. In 1704 nam de boekdrukker Johann Lorentz de krant over van Runges weduwe. Zijn privilege werd per omgaande bevestigd door koning Frederik I van Pruisen. Lorentz gaf de krant, die nog steeds de enige in Berlijn was, de naam  Berlinische Ordinaire Zeitung.

### Omstreden monopolie
De comfortabele monopoliepositie van Lorentz kwam korte tijd later al onder druk te staan. De uit het zuiden van Duitsland afkomstige boekdrukker Johann Michael Rüdiger kreeg van de koning toestemming om een Wöchentliches Diarium uit te geven. Lorentz tekende hiertegen protest aan en won na twee jaar het juridische gevecht. Het verlof voor Rüdiger werd ingetrokken. Na 1713 ontstond echter weer een nieuwe situatie. Het bewind van de "Soldatenkoning" Frederik Willem I van Pruisen was begonnen en hij toetste de bestaande privileges met tot gevolg dat Lorentz' licentie werd ingeperkt en ieder moment kon worden herroepen. De zoon van zijn oude concurrent, Johann Andreas Rüdiger, richtte hierop een nieuw verzoek aan de koning. In een brief aan het hof wees hij erop dat Lorentz al jarenlang niets betaalde voor zijn drukprivilege. Rüdiger slaagde erin om na betaling van geld en het verlenen van zakelijke diensten de koning ertoe te brengen dat deze Lorentz' concessie voor het drukken van kranten introk per 25 februari 1721 en per die datum aan hemzelf overdroeg. Rüdigers  Berlinische Privilegirte Zeitung verschilde weinig van Lorentz' krant.
Kroonprins Frederik, de latere koning Frederik II van Pruisen (Frederik de Grote) vond de krant saai. Omdat zijn vader bepaald had dat er in de krant geen opinies, en zeker geen kritische, mochten worden geplaatst, bevatte het voornamelijk mededelingen van weinig belang over vooral feesten aan het hof, ontvangsten, misdaden en executies. Er was bovendien geen concurrentie die reden zou kunnen zijn om de journalistieke kwaliteit van de krant te verbeteren. Reeds op de tweede dag na zijn troonsbestijging in 1740 gaf Frederik II aan zijn boekhandelaar Ambrosius Haude de opdracht om in Berlijn twee nieuwe kranten uit te geven, waarvan een in het Duits en de andere in het Frans, die het echter slechts een jaar volhield. Vanaf juni 1740 verschenen hierdoor de Berlinische Nachrichten von Staats- und gelehrten Sachen, die later bekend werden als Spenersche Zeitung. In 1750 en 1783 gaf Frederik II nog twee andere kranten toestemming om te verschijnen.
Over de censuur van de pers had de koning al vroeg als zijn mening verkondigd, dat "men kranten niet moet hinderen, wanneer men wil dat ze interessant zijn". Het toezicht op de boekhandel was dan ook beperkt, ook al vaardigde hij in 1749 nog een censuuredict uit. De koning gaf daarbij wel de aanwijzing dat de ingrepen zo klein moesten zijn als de toenmalige oorlogsomstandigheden maar toelieten. De Berlijnse kranten genoten in deze periode meer vrijheid dan andere Duitse kranten en konden zo het gedachtegoed van de Verlichting, dat ook Frederik II aanhing, bijna ongehinderd verbreiden. 

### Van Voß tot Ullstein

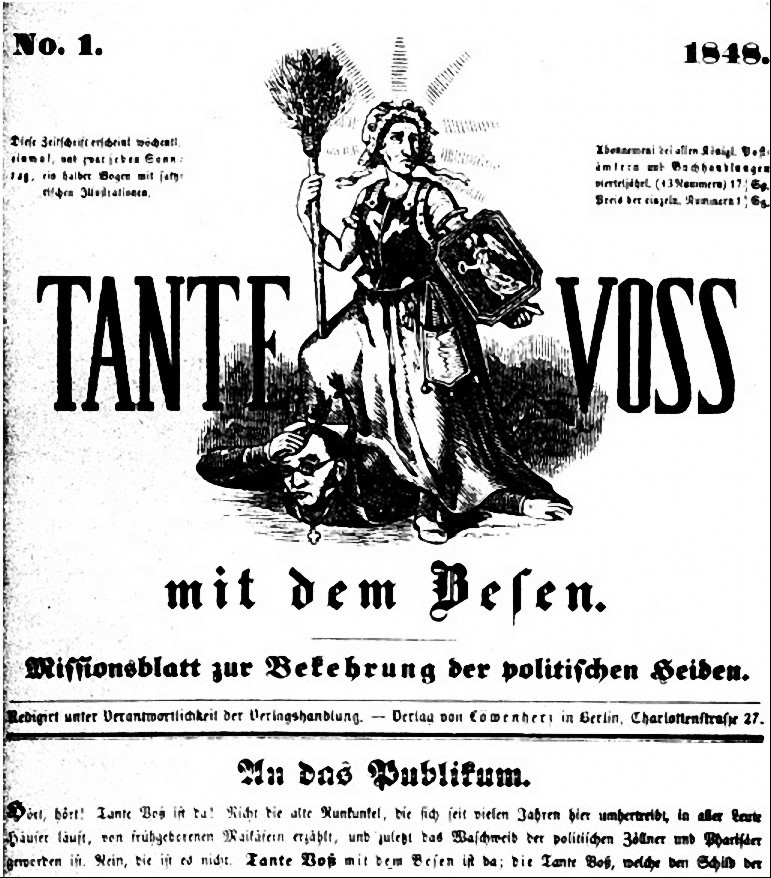
Pamflet tegen de Vossische Zeitung, 1848

Na het overlijden van Johann Andreas Rüdiger in 1751 nam de boekhandelaar Christian Friedrich Voß, zijn schoonzoon, de krant over. Zij verscheen toen drie keer per week, telde vier bladzijden en had een oplage van 150 tot 200 exemplaren, die alleen in boekhandels te koop waren. Al snel stond de krant bekend als "die Vossische", in de volksmond ook wel "Tante Voß". Vanaf 1785 was de officiële titel Königlich Privilegirte Berlinische Zeitung von Staats- und gelehrten Sachen en in 1806 werd aan de kop de tekst "Im Verlage Vossischer Erben" (uitgegeven door de Erven Voß) toegevoegd. Deze toevoeging verwees aanvankelijk naar Voß' dochter Marie Frederike die gehuwd was met Karl Gotthelf Lessing, een broer van de bekende schrijver Gotthold Ephraim Lessing. Na een lang juridisch gevecht had zij de krant in 1801 overgenomen, waardoor deze in het bezit van de familie Lessing kwam, die deze voortzette.
Rond 1800 telde de krant 16 bladzijden en zij bevatte vanaf 1802 een afdeling voor economisch nieuws en advertenties, die zeer goed ontvangen werd door de lezers. Hoewel de krant dus dikker was geworden bleef zij journalistiek gezien oppervlakkig vanwege de strenger geworden censuur, die geen kritiek toestond op de grondslagen van godsdienst, staat en openbare orde. Tijdens de napoleontische oorlogen vluchtten de uitgevers – net als koning Frederik Willem III van Pruisen – naar Breslau in Silezië. Daar verscheen de krant tijdelijk als Schlesische privilegirte Zeitung. Tussen 1824 en 1875 werd de krant dagelijks uitgebracht in Berlijn en daarna zelfs tweemaal daags.
Het blad kwam op voor de belangen van de liberale burgerij. In 1843 pleitte het voor de afschaffing van de perscensuur en ten tijde van de Maartrevolutie van 1848 koos men partij voor de opstandelingen. De gehele redactie was aanwezig bij de begrafenis van de 183 burgerslachtoffers die op 18 maart 1848 in Berlijn gevallen waren. Toen in dezelfde maand de censuur werd opgeheven bracht men een extra "vreugde"-editie uit. Toen tijdens de conservatieve reactie in november 1848 de democratische kranten verboden werden en democratische drukkerijen werden gesloten, matigde de Vossische Zeitung haar progressieve geluid en werd daarom bekritiseerd en bespot.
Waar de krant rond het midden van de negentiende eeuw markt- en opinieleider in Berlijn was, verloor zij in de volgende decennia deze positie. De veelvuldige meningsverschillen tussen de aandeelhouders blokkeerden de technische en journalistieke ontwikkeling van de krant. Tegen het einde van de negentiende eeuw was de Vossische Zeitung weliswaar stevig verankerd in de Berlijnse krantenwereld, maar zij had bij lange na niet de oplagecijfers van de nieuwe massabladen van uitgevers als Ullstein, Scherl en Mosse.  

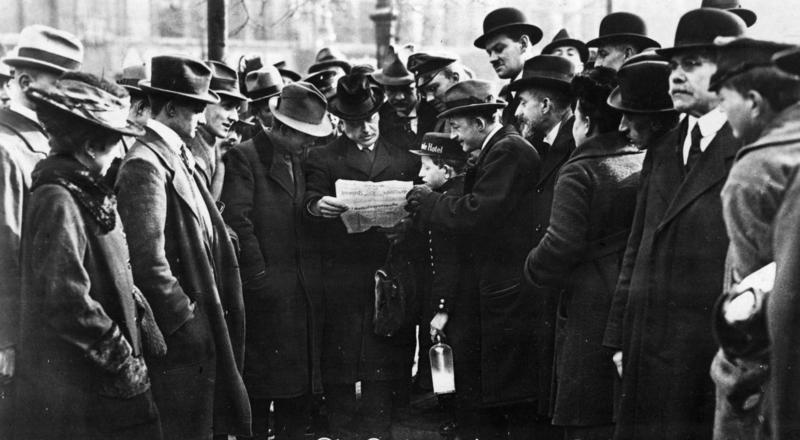
Berlijners lezen een extra editie van de Vossische Zeitung naar aanleiding van de Kapp-putsch in maart 1920 (Bron: Bundesarchive)

De eigendomsverhoudingen werden ingewikkelder. De aandelen waren in handen van verschillende leden van de families Lessing en Müller en werden later deels overgenomen door de krantenbaronnen Rudolf Mosse en August Huck. Vanaf 1 januari 1914 werd de Vossische Zeitung uitgegeven door Ullstein. Inmiddels was in 1910 de officiële naam veranderd in Vossische Zeitung al bleef de oude naam als ondertitel tot 1918 gehandhaafd. In dat jaar verloor door het uitroepen van de Republiek de verwijzing naar het koninklijke privilege haar betekenis. Net als de andere kranten van de uitgeverij Ullstein sprak ook de Vossische Zeitung zich uit voor de Republiek en in een hoofdartikel pleitte zij voor het snel instellen van een representatieve volksvertegenwoordiging, zoals die in Weimar zou bijeenkomen.

### Gedwongen einde
Op 31 maart 1934 verscheen de Vossische Zeitung voor het laatst. Zeven dagen voordien had de uitgever op de voorpagina een kort bericht aan de lezers geplaatst met de volgende verklaring: "De taak van een blad met de stijl van de Vossische Zeitung is naar onze mening tot een einde gekomen. Daarom hebben wij uit eigen beweging het pijnlijke, maar juiste besluit genomen om de Vossische Zeitung op te geven en haar na het einde van deze maand niet meer te laten verschijnen." Deze terughoudende formulering laat maar weinig zien van de toenmalige, dramatische omstandigheden. In feite hadden de censoren van het nazi-regime de werkzaamheden van de krant reeds langere tijd ingrijpend beperkt en een groot aantal hen onwelgevallige journalisten, onder wie vele Joden, was reeds hun baan ontnomen. Enkele weken later werd de uitgeverij Ullstein, inclusief haar kranten die nog verschenen, geconfisqueerd door de nazi's omdat de eigenaren Joods waren.

## Bekende medewerkers

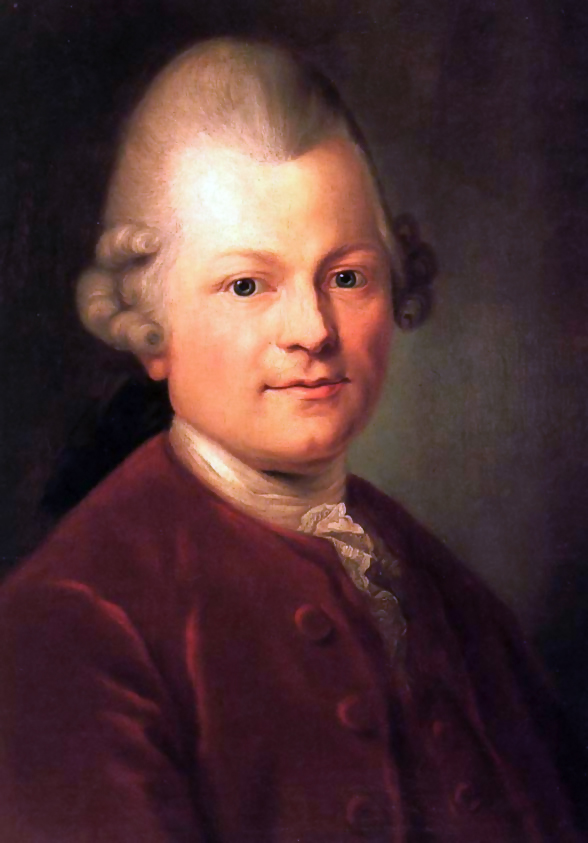
Gotthold Ephraim Lessing door Anton Graf (1771)

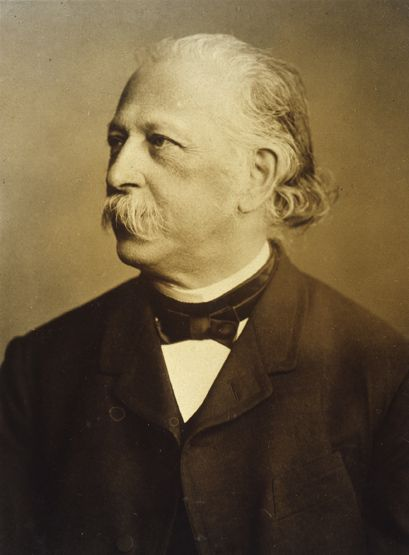
Theodor Fontane door J.C. Schaarwächter (1890)

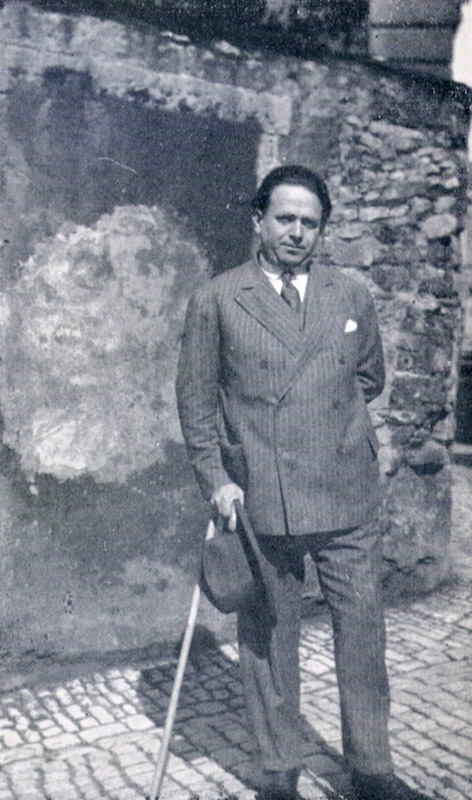
Kurt Tucholsky in Parijs (1928)

Belangrijke persoonlijkheden hebben in de Vossische Zeitung gepubliceerd. Gotthold Ephraim Lessing was van 1751 tot 1755 een van de recensenten van de krant. Hij had de redactie van de afdeling wetenschap en was daarnaast in 1751 nog uitgever van de maandelijkse bijlage Neuestes aus dem Reiche des Witzes (Het nieuwste uit het rijk van de humor). Achim von Arnim leverde in het begin van de negentiende eeuw geregeld bijdragen aan de krant. De romanschrijver Willibald Alexis was tijdelijk medewerker van het blad en steunde het in zijn strijd voor persvrijheid in de jaren voorafgaand aan de burgerlijke revolutie van 1848. De historicus Johann David Erdmann Preuß, een vriend van Theodor Fontane, leverde in de periode 1860-1865 verscheidene bijdragen over de geschiedenis van Frederik de Grote en zijn hof. Fontane zelf schreef tussen 1870 en 1890 toneelrecensies over de opvoeringen in de Berlijnse schouwburg. Hij werd opgevolgd door Paul Schlenther, die vanaf 1886 een deel van zijn taken over had genomen. Van 1918 tot 1930 was Georg Bernhard hoofdredacteur. In de jaren 1920 werd de redactie economie geleid door Richard Lewinsohn, die onder het pseudoniem "Morus" ook medewerker was van Die Weltbühne. Monty Jacobs kreeg bekendheid als toneelrecensent en schrijver van feuilletons. In 1924 reisde Kurt Tucholsky naar Parijs als correspondent voor de Vossische Zeitung en Die Weltbühne. Hij werd opgevolgd door Alfred Kantorowicz, die vanaf 1924 de literatuurrecensent van de krant was geweest. Paul Schlesinger schreef onder het pseudoniem Sling rechtbankverslagen, die vernieuwend waren doordat hij het gebeuren in de rechtszaal centraal stelde in plaats van de misdaad. Erich Maria Remarques roman Im Westen nichts Neues verscheen eerst als feuilleton in de Vossische Zeitung. Erich Kästner werkte als freelancer voor de krant.

## Titels
De naam van de krant wisselde verschillende malen in de loop der jaren. Zij verscheen onder de volgende titels:
- Bericht was sich zu anfang dieß itzt angehenden … Jahres in Deutschlandt, Franckreich, Welschlandt, Böhmen, Ungern, Nederlandt und in andern örten hin unnd wieder zugetragen : das künfftige so durch das gantze Jahr vorgehen und mit der zeit erfahren und kundt werden möchte (1618)
- Zeitung auß Deutschlandt, Welschlandt, Franckreich, Böhmen, Hungarn, Niederlandt und andern Orten : wöchentlich zusammengetragen im Jahr … (1619–1621)
- Bericht waß sich zugetragen unnd begeben : im Jahr … (1621)
- Zeitung so im … Jahr von Wochen zu Wochen colligirt und zusammen getragen worden (1623–1624)
- Einkommende Ordinari und Postzeitungen (1657–1670)
- Eingekommener Zeitungen … Mercurius (1682–1691)
- Angekommener … Relations-Mercurius (1704–1708)
- Angekommener … Relations-Postilion (1709–1711)
- Berlinische ordinaire Zeitung (1712–1721)
- Berlinische privilegirte Zeitung (1721–1778)
- Königlich-berlinische privilegirte Staats- und gelehrte Zeitung (1779–1784)
- Königlich privilegirte Berlinische Zeitung von Staats- und gelehrten Sachen (1785–1911)
- Vossische Zeitung. Berlinische Zeitung von Staats- und gelehrten Sachen (1911–1934)